# Ronny Persson
Bo "Ronny" Michael Persson (Kramfors, Condado de Västernorrland, 11 de agosto de 1966) es un  esquiador alpino paralímpico y jugador de curling en silla de ruedas sueco.

## Carrera deportiva
Como esquiador alpino (clase LW10: sentado, con paraplejia, sin o con alguna función abdominal superior y sin equilibrio funcional sentado) participó en los Juegos Paralímpicos de Invierno de 1998 celebrados en Nagano (Japón) donde ganó una medalla de bronce en descenso, y en los Juegos Paralímpicos de Invierno de 2002 de Salt Lake City (Estados Unidos) donde ganó tres medallas de plata  en eslalon, eslalon gigante y super-G, y una medalla de bronce en descenso.
Antes de los Juegos Paralímpicos de Invierno de 2006 de Turín (Italia) la idea era que Ronny terminaría su carrera alpina al ganar un oro paralímpico, lo que hizo en la mayoría de los mundiales. Pero una lesión que condujo a una infección grave e intoxicación sanguínea puso fin a estos planes.
Después de algunos años sin practicar deporte alguno, comenzó su carrera en el curling en silla de ruedas en 2013.
Como curler de silla de ruedas, participó en los Juegos Paralímpicos de Invierno de 2018 de Pieonchang (Corea del Sur) donde el equipo sueco terminó en el décimo lugar. Además en estos juegos fue portador de la bandera sueca en la ceremonia de apertura.
En 2004 recibió una nominación para el Premio Laureus para el deportista con discapacidad del año.

## Equipos
| Temporada | Skip                 | Tercero              | Segundo          | Líder            | Alterno         | Entrenador             | Eventos                     | Ref.  |
| --------- | -------------------- | -------------------- | ---------------- | ---------------- | --------------- | ---------------------- | --------------------------- | ----- |
| 2013-14   | Jalle Jungnell       | Glenn Ikonen         | Patrik Kallin    | Ronny Persson    |                 |                        | SWhCC 2014 ·                | [ 5 ] |
| 2014-15   | Patrik Kallin        | Kristina Ulander     | Ronny Persson    | Anette Wilhelm   |                 |                        | SWhCC 2015 ·                | [ 6 ] |
| 2014-15   | Jalle Jungnell       | Patrik Kallin        | Ronny Persson    | Kristina Ulander | Zandra Reppe    | Mats Mabergs           | WWhCC 2015 (9.º)            |       |
| 2015-16   | Patrik Kallin        | Kristina Ulander     | Ronny Persson    | Zandra Reppe     | Gert Erlandsson | Mia Boman              | WWhCC-B 2015 ·              |       |
| 2015-16   | Ronny Persson        | Patrik Kallin (skip) | Kristina Ulander | Gert Erlandsson  |                 |                        | SWhCC 2016 ·                | [ 7 ] |
| 2016-17   | Patrik Kallin        | Viljo Petersson-Dahl | Ronny Persson    | Kristina Ulander | Zandra Reppe    | Mia Boman              | WWhCC-B 2016 (7.º)          |       |
| 2016-17   | Patrik Kallin        | Kristina Ulander     | Ronny Persson    | Gert Erlandsson  |                 |                        | SWhCC 2017 ·                | [ 8 ] |
| 2017-18   | Viljo Petersson-Dahl | Ronny Persson        | Mats-Ola Engborg | Kristina Ulander | Zandra Reppe    | Peter Narup, Mia Boman | WPG 2018 (10.º)             |       |
| 2019-20   | Kristina Ulander     | Ronny Persson        | Marcus Holm      | Zandra Reppe     |                 |                        | SWhCC 2020 ·                | [ 9 ] |
| 2019-20   | Viljo Petersson-Dahl | Mats-Ola Engborg     | Ronny Persson    | Kristina Ulander | Zandra Reppe    | Alison Kreviazuk       | WWhCC-B 2019 · WWhCC 2020 · |       |